# Salherm
Salherm (bis zum 10. Januar 2025 Salerm) ist eine französische Gemeinde mit 64 Einwohnern (Stand: 1. Januar 2022) im Département Haute-Garonne in der Region Okzitanien. Sie gehört zum Kanton Cazères und zum Arrondissement Saint-Gaudens.
Sie grenzt im Nordwesten an Saint-Laurent, im Nordosten an Saint-Frajou, im Osten an Fabas, im Südosten an Saint-André, im Südwesten an Lilhac und im Westen an Montbernard.

## Bevölkerungsentwicklung
| Jahr                      | 1962 | 1968 | 1975 | 1982 | 1990 | 1999 | 2008 | 2015 |
| ------------------------- | ---- | ---- | ---- | ---- | ---- | ---- | ---- | ---- |
| Einwohner                 | 96   | 83   | 53   | 70   | 56   | 55   | 54   | 53   |
| Quelle: Cassini und INSEE |      |      |      |      |      |      |      |      |

## Sehenswürdigkeiten
- Himmelfahrtskirche (Église de l’Assomption)

## Nachweise
1. ↑  Décret n° 2025-34 du 8 janvier 2025 portant changement du nom de communes, legifrance.gouv.fr, abgerufen am 20. Januar 2025